# Festival Internacional de Cine de Barichara
Festival Internacional de Cine de Barichara (FICBA) es un certamen cinematográfico anual que se realiza en Barichara Santander (Colombia).

## Historia
El Festival Internacional de Cine de Barichara, se realiza desde el año 2011 y fue creado con el propósito principal de reconocer y preservar el patrimonio cultural a través del fortalecimiento de la cultura audiovisual. Ha liderado una iniciativa que contribuye al desarrollo cultural de la región oriental del país, (Santander) caracterizándose por la formación de públicos y la apertura de espacios de debate, exhibición y formación.
En 2013 fue suspendido por desórdenes ocurridos en la edición del año 2012 debido a actos indecorosos y hasta el momento no ha sido aún reactivado.